# Олсен, Мэри-Кейт
Мэри-Кейт Олсен (англ. Mary-Kate Olsen; род. 13 июня 1986, Шерман-Окс, Калифорния, США) — американский модельер, актриса и продюсер.
Её карьерный дебют состоялся в 1987 году в сериале «Полный дом», где она на пару с сестрой-близнецом Эшли играла роль Мишель Таннер. После огромного успеха сериала «Полный дом» Мэри-Кейт с сестрой удалось создать успешную карьеру, снявшись в главных ролях в детских и молодёжных телефильмах, сделав своё имя узнаваемым по всему миру.
Основанная в 1993 году компания Dualstar, была создана для популяризации имени сестёр, производства товаров, фильмов и телешоу с их участием, стала весьма прибыльным семейным бизнесом. Мэри-Кейт присоединилась в 2004 году к совету директоров компании, чем обеспечила свои позиции в Списке богатых знаменитостей по версии «Forbes».

## Биография
Мэри-Кейт Олсен родилась в 1986 году в семье ипотечного банкира Дэвида Олсена и менеджера Джарнетт Фуллер. Её родители развелись в 1996 году. У Мэри-Кейт есть сестра-близнец Эшли Олсен, старший брат Джеймс Трент Олсен и младшая сестра Элизабет Олсен.

## Карьера

### Начало карьеры (1986—1993)
Мэри-Кейт Олсен начала свою актёрскую карьеру в 1987 году в возрасте девяти месяцев, когда она и её сестра-близнец Эшли Олсен получили их первую совместную роль Мишель Таннер в телесериале «Полный дом». Близнецы были задействованы играть одного персонажа из-за строгих законов о труде в отношении продолжительности времени присутствия на съёмочной площадке детей-актёров их возраста. Пригласив близнецов, производители смогли увеличить время съёмочного дня.

### Успех сестёр Олсен (1993—2005)
Их огромный успех в сериале «Полный дом» привёл к созданию компании Dualstar в 1993 году, которая занималась продюсированием фильмов с участием сестёр в главных ролях, а также продажей именных предметов, включая косметику и одежду. Снимаясь в сериале, сёстры также были задействованы в производстве телефильмов, созданных специально для них.
После окончания сериала в 1995 году Мэри-Кейт продолжила сниматься совместно с Эшли, вместе они выпустили ряд очень успешных видеофильмов и стали весьма популярны на «подростковом» рынке в конце 1990-х — начале 2000-х годов. Их имена были у всех на устах, их образ был в одежде, книгах, духах, журналах, фильмах и плакатах. Также в 2000—2005 годах выпускались компанией Mattel их куклы.
С 1989 по 2004 год были номинированы, а также получили несколько наград, среди которых Young Artist Awards, Kids' Choice Awards и Daytime Emmy Awards.
В 2004 году Мэри-Кейт появилась с сестрой Эшли в последнем совместном фильме «Мгновения Нью-Йорка».

### Независимая карьера (с 2006)
Стремясь к созданию независимого образа для себя и своей сестры, Мэри-Кейт попросила общественность и СМИ относиться к ним не как к «сёстрам Олсен», а как к Мэри-Кейт Олсен и Эшли Олсен соответственно.
Первый сольный проект Мэри-Кейт в актёрской карьере — появление в фильме «Я соблазнила Энди Уорхола», вышедшем в декабре 2006 года. Короткая сцена с ней в конечном итоге была вырезана из театральной версии, но попала всё же на DVD. Также у неё была периодическая роль Тары Линдмен в сериале «Дурман». В 2008 году появляется в фильме «Безумие» в роли Юнион. На кинофестивале Сандэнс Мэри-Кейт получила похвалу от партнёра по съемочной площадке Бена Кингсли, который сказал, что она профи и идеально сыграла свою роль — девушки-истерички. Также в 2008 году появилась в одном эпизоде сериала «Кто такая Саманта?», исполнив роль плохой Натали, которой Саманта пытается помочь при выполнении общественных работ.
В 2011 году вышел последний фильм с её участием «Страшно красив», кроме того она получила роль Стейси в фильме-драме Story of a Girl с Кевином Бейконом в главной роли.

### Управление компанией
На свой 18-й день рождения в 2004 году Мэри-Кейт Олсен присоединилась к совету директоров компании Dualstar Entertainment Group. На то время главная деятельность компании была сосредоточена вокруг образа «близнецов Олсен». После получения контроля над компанией Мэри-Кейт с сестрой начали ориентироваться на «подростковый рынок товаров», в том числе декор для дома и парфюмерию. Их успех был отмечен попаданием в список «100 знаменитостей» Forbes с 2002 года, и в 2007 году сёстры Олсен оказались на 11-м месте среди самых богатых женщин в индустрии развлечений со своей оценочной стоимостью $100 млн.

## Публичный образ
Хотя стиль одежды Мэри-Кейт стал весьма популярен, Олсен постоянно подвергается критике за ношение и использование в своих модных линиях меха. PETA, организация, ведущая борьбу за права животных, обеспокоена тем, что Олсен популяризируют ношение меха и создала сайт Meet the Trollsen Twins Архивная копия от 13 июня 2008 на Wayback Machine.

## Личная жизнь
С 2002 года по 2004 встречалась с Максом Уинклером, сыном актёра и продюсера Генри Уинклера. После него имела отношения с Дэвидом Катценбергом. В 2004 году встречалась с сооснователем и креативным директором Genetic Denim Али Фатуреши (Ali Fatourechi). В 2005 году была помолвлена со Ставросом Ниархосом III, внуком греческого магната, ради которого бросила учёбу в Нью-Йоркском университете. Но познакомив жениха со своей подругой Пэрис Хилтон, узнала позднее из газет об их романе. С сентября 2006 до лета 2007 года встречалась с Максвеллом Сноу, младшим братом покойного нью-йоркского художника Дэша Сноу. С лета 2008 встречалась с художником Нэйтом Лоуманом, рассталась с ним зимой 2009 года.
С 27 ноября 2015 года до 2021 года Олсен была замужем за банкиром Оливье Саркози, с которым она встречалась 3 года до их свадьбы. 17 апреля 2020 года Олсен подала на развод с Саркози, но заявление не было принято Нью-Йоркским судом из-за пандемии COVID-19.

### Проблемы со здоровьем
В середине 2004 года Мэри-Кейт объявила, что начала лечение нервной анорексии. 20 ноября 2007 года она была госпитализирована с почечной инфекцией.

### Смерть Хита Леджера
Мэри-Кейт была близким другом покойного актёра Хита Леджера. После обнаружения Леджера в бессознательном состоянии его массажистка Дайана сначала дважды позвонила Олсен и только потом в полицию. Этот факт очень заинтересовал полицию. Мэри-Кейт заявила, что не будет говорить со следователем без адвоката. Адвокат Олсен Майкл С. Миллер сказал: 

Мы предоставили правительству необходимую информацию, включая факты в хронологии событий вокруг смерти Леджера и тот факт, что Олсен не знает источник наркотиков Леджера.— 

## Фильмография
| Год  |   | Русское название          | Оригинальное название | Роль                           |
| ---- | - | ------------------------- | --------------------- | ------------------------------ |
| 2006 | ф | Я соблазнила Энди Уорхола | Factory Girl          | Молли Спенс, владелица галереи |
| 2007 | с | Дурман                    | Weeds                 | Тара Линдмен                   |
| 2008 | ф | Безумие                   | The Wackness          | Юнион                          |
| 2008 | с | Кто такая Саманта?        | Samantha Who?         | Натали                         |
| 2011 | ф | Страшно красив            | Beastly               | Кендра Хилферти                |
| 2011 | ф | История девушки           | Story of a Girl       | Стейси                         |